# Terence Morris
Terence Darea Morris (nacido el 11 de enero de 1979, en Frederick, Maryland) es un exjugador de baloncesto profesional estadounidense. Con 2,07 de estatura, jugaba en la posición de ala-pívot. 

## Trayectoria deportiva

### Universidad
Jugó durante 4 temporadas con los Terrapins de la Universidad de Maryland, donde promedió 12,7 puntos y 6,8 rebotes por partido.

### Profesional
Morris fue seleccionado en el puesto 33 del 2001 por Atlanta Hawks, quienes traspasaron sus derechos de inmediato a los Houston Rockets con quien jugó dos temporadas, entre el 2001 y 2003. A continuación pasó la temporada 2003-2004 en la NBDL con el Columbus Riverdragons (ahora conocido como Austin Toros), y firmó con Los Angeles Clippers, en septiembre de 2004, pero renunció antes del comienzo de la temporada. Firmó con Orlando Magic en septiembre de 2005, pero volvió a renunciar en febrero del 2006.
[actualizar]
En 2011 abandona la disciplina del FC Barcelona al no hacer dicho club efectiva su cláusula de renovación.

## Palmarés

### Equipo
- Euroliga  (2010)
- Subcampeón de la Euroliga (2008 y 2009) con Maccabi y CSKA Moscú, respectivamente.
- Liga ACB (2011)
- Copa del Rey de baloncesto (2010) y (2011)
- Supercopa ACB (2009 y 2010)
- Superliga de baloncesto de Rusia (2009)
- Copa de baloncesto de Rusia (2009)
- Copa de baloncesto de Israel (2007)
- VTB United League (2008)

### Individual
- Mejor Quinteto de la Euroliga (2008).
- MVP Final Copa Israelí (2008).
- Mejor Defensor de la Liga Israelí (2007).
- MVP de la Liga Catalana (2010).

## Estadísticas de su carrera en la NBA

### Temporada regular
| Año     | Equipo  | PJ  | PT | MPP  | %TC  | %3P  | %TL   | RPP | APP | ROB | TPP | PPP |
| ------- | ------- | --- | -- | ---- | ---- | ---- | ----- | --- | --- | --- | --- | --- |
| 2001–02 | Houston | 68  | 12 | 16.3 | .384 | .192 | .643  | 3.1 | .9  | .3  | .4  | 3.8 |
| 2002–03 | Houston | 49  | 0  | 12.9 | .466 | .219 | .786  | 2.6 | .5  | .2  | .4  | 3.7 |
| 2005–06 | Orlando | 22  | 0  | 8.7  | .327 | .000 | 1.000 | 1.7 | .2  | .3  | .2  | 1.6 |
| Total   | Total   | 139 | 12 | 13.9 | .407 | .196 | .711  | 2.7 | .7  | .2  | .3  | 3.4 |